# Kaldereta
La kaldereta ou caldereta est un plat philippin traditionnel apparu durant la période de la colonisation espagnole (XVIe – XIXe siècles). Il s'agit à l'origine d'un ragoût de viande et de foie de chèvre, mais la viande de bœuf, porc ou poulet est aussi communément utilisée de nos jours. Bien que la caractéristique première du plat est l'incorporation du foie écrasé pour épaissir la sauce du ragoût, la kaldereta inclut presque toujours des tomates broyées dans la sauce. 
Il s'agit d'un des plats d'inspiration espagnole les plus populaires de l'archipel, présents dans la plupart des provinces.

## Historique
La kaldereta est inspirée de recettes de ragoût d'agneau espagnoles, et son étymologie provient de l'espagnol caldero qui désigne un type de grande casserole. L'agneau étant peu répandu aux Philippines, les habitants locaux l'ont remplacé par de la viande et du foie de chèvre, le foie étant écrasé et incorporé au bouillon aromatique pour l'épaissir. La kaldereta inclut le plus souvent des tomates — fruit lui aussi introduit par les Espagnols dans l'archipel — écrasées et incorporées à la sauce, et est donc souvent catégorisée parmi les plats philippins à la tomate tels que l'afritada et le menudo.
De nos jours, la viande de bœuf, porc ou poulet, plus accessible, remplace souvent celle de chèvre. Le nom du plat peut ainsi être précisé par sa viande : kalderetang kambing (viande de chèvre), kalderetang baka (bœuf), kalderetang baboy (porc), et kalderetang manok (poulet).

## Ingrédients
Le principal ingrédient du plat est une viande (chèvre, bœuf, porc…) mijotée avec son foie, ce dernier étant ensuite écrasé pour épaissir la sauce,. La sauce est typiquement composée d'un brouillon de viande aromatisé avec du poivre, des feuilles de laurier et, selon les goûts, des piments pour une version épicée. Des fruits et légumes importés sur l'archipel par les colons espagnols sont ajoutés au plat, typiquement de la tomate, mais aussi des poivrons, olives, pommes de terre, carottes, oignons… La kaldereta se mange avec du riz.